# Warno
Warno (Eigenschreibweise: WARNO) ist ein Echtzeit-Strategiespiel, das am 23. Mai 2024 von Eugen Systems final veröffentlicht wurde.
Das Spiel ist in der Zeit des Kalten Kriegs 1989 angesiedelt, in der in einer Alternativweltgeschichte die Sowjetunion die NATO angreift. Hauptort der Handlung ist das Fulda Gap im Bereich der Central Army Group.
Warno war bereits ab dem 20. Januar 2022 als Early Access verfügbar. Der Titel ist eine Abkürzung für Warning Order. Das Spiel tritt in die Nachfolge der Wargame-Reihe mit Wargame: European Escalation als ersten Teil und enthält auch Elemente von Steel Division 2 und World in Conflict.